# Mandamus (rivière)
La rivière Mandamus (en anglais : Mandamus river) est un cours d’eau de  l’Île du Sud de la Nouvelle-Zélande, dans la région de Canterbury et un affluent gauche du fleuve Hurunui.

## Géographie
Sa source est sur le flanc sud de la chaîne d’Organ range’ et elle alimente le fleuve Hurunui à 25 km à l’ouest de la ville de Culverden.
De 19 km de longueur, le Mandamus coule globalement du nord vers le sud.